# Eleições parlamentares europeias de 1984 (Irlanda)
As eleições parlamentares europeias de 1984 na Irlanda, realizadas a 14 de Junho, serviram para eleger os 15 deputados do país para o Parlamento Europeu. 

## Resultados Nacionais
| Partido                 | Partido                   | Votos     | %             | +/-  | Deputados | +/-     |
| ----------------------- | ------------------------- | --------- | ------------- | ---- | --------- | ------- |
|                         | Fianna Fáil               | 438 946   | 39,2 / 100,0  | 4,5  | 8 / 15    | 3       |
|                         | Fine Gael                 | 361 304   | 32,2 / 100,0  | 0,9  | 6 / 15    | 2       |
|                         | Partido Trabalhista       | 93 656    | 8,3 / 100,0   | 6,2  | 0 / 15    | 4       |
|                         | Sinn Féin                 | 54 672    | 4,9 / 100,0   | Novo | 0 / 15    | Novo    |
|                         | Partido dos Trabalhadores | 48 449    | 4,3 / 100,0   | 1,0  | 0 / 15    | Estável |
|                         | Fianna Fáil Independente  | 32 504    | 2,9 / 100,0   | 3,2  | 0 / 15    | 1       |
|                         | Partido Verde             | 5 242     | 0,5 / 100,0   | Novo | 0 / 15    | Novo    |
|                         | Independente              | 85 913    | 7,7 / 100,0   | 0,6  | 1 / 15    | Estável |
| Votos inválidos         | Votos inválidos           | 27 329    | 2,4 / 100,0   | 1,4  |           |         |
| Total                   | Total                     | 1 147 745 | 100,0 / 100,0 |      | 15 / 15   |         |
| Eleitorado/Participação | Eleitorado/Participação   | 2 413 404 | 47,6 / 100,0  | 16,0 |           |         |